# 13. století
Třinácté století je podle Gregoriánského kalendáře perioda mezi 1. lednem 1201 a 31. prosincem 1300. Jedná se o třetí století druhého tisíciletí.

## Shrnutí
V třináctém století pokračovaly křížové výpravy, které vedly ke vzniku mnoha křižáckých států na Středním východě. Dočasně byla dobyta a „zlatinizována“ Konstantinopol, ale v roce 1261 byla dobyta Byzantinci zpět. V Evropě se ustavil základ Švýcarské konfederace. Marco Polo podnikl svojí dobrodružnou cestu na východ a napsal o ní knihu.

### České země
- 1212 vydána Zlatá bula sicilská. Přemyslovci získali dědičný královský titul.

### Svět
- Mongolský vůdce Čingischán vytvořil největší říši v dějinách. Po jeho smrti si říši rozdělili jeho synové. Tažení Mongolů za sebou nechala miliony mrtvých, zničená města, ale otevřela také nové obchodní cesty mezi Evropou a Čínou. Během svých tažení dobyli Čínu a rozvrátili většinu států na území dnešního Ruska. Dobytí větší části Evropy zabránila Čingischánova smrt.

#### Evropa
- Postaven hrad Chillon ve Švýcarsku dynastií Savojů.
- 1215 vydán dokument Magna charta libertatum

## Významné události

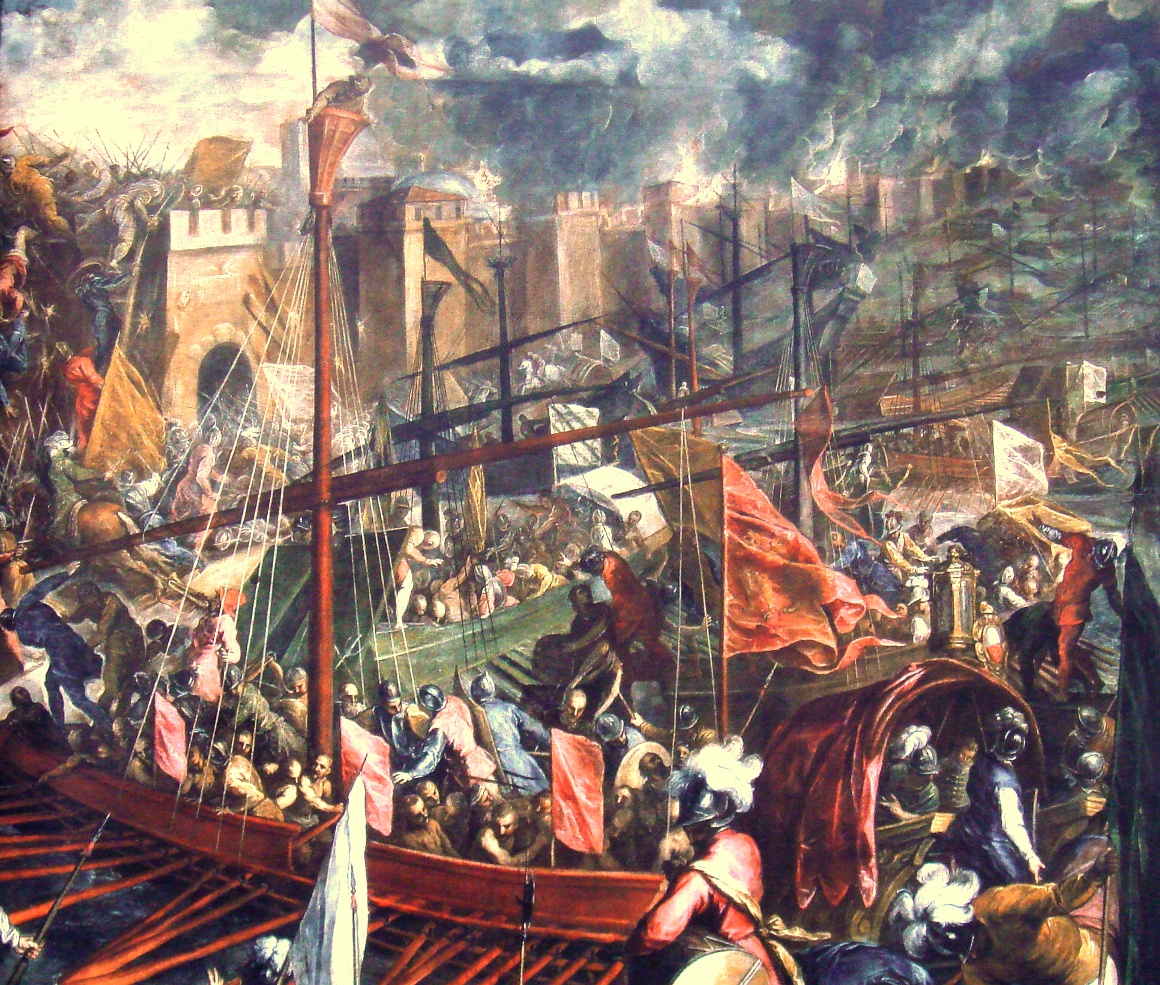
Vojska čtvrté křížové výpravy dobývající Konstantinopol

- 1202 – 1204 se uskutečnila čtvrtá křížová výprava.
- 13. dubna 1204 dobyla křižácká vojska Konstantinopol. Na troskách byzantské říše křižáci ustanovili Latinské císařství.
- 14. dubna 1205 byl vládce Latinského císařství Balduin I. Konstantinopolský poražen a zajat bulharským carem Kalojanem v bitvě u Adrianopole.
- 1206 byl sjednotilem mongolských kmenů Temüdžin na Velkém mongolském sněmu Kurultaj jmenován Čingischánem.
- 2. února 1207 byla na územích dobytých Řádem mečových bratří v Pobaltí ustanovena Terra Mariana.
- 16. července 1212 porazila spojená vojska Kastilského, Aragonského, Portugalského a Navarrského království armádu Almohadského kalifátu v bitvě na Las Navas de Tolosa.
- 26. září 1212 nechal budoucí římský král Fridrich II. českému králi Přemyslu Otakarovi vystavit Zlatou bulou sicilskou.
- 27. července 1214 zvítězilo vojsko francouzského krále Filipa II. Augusta v bitvě u Bouvines.

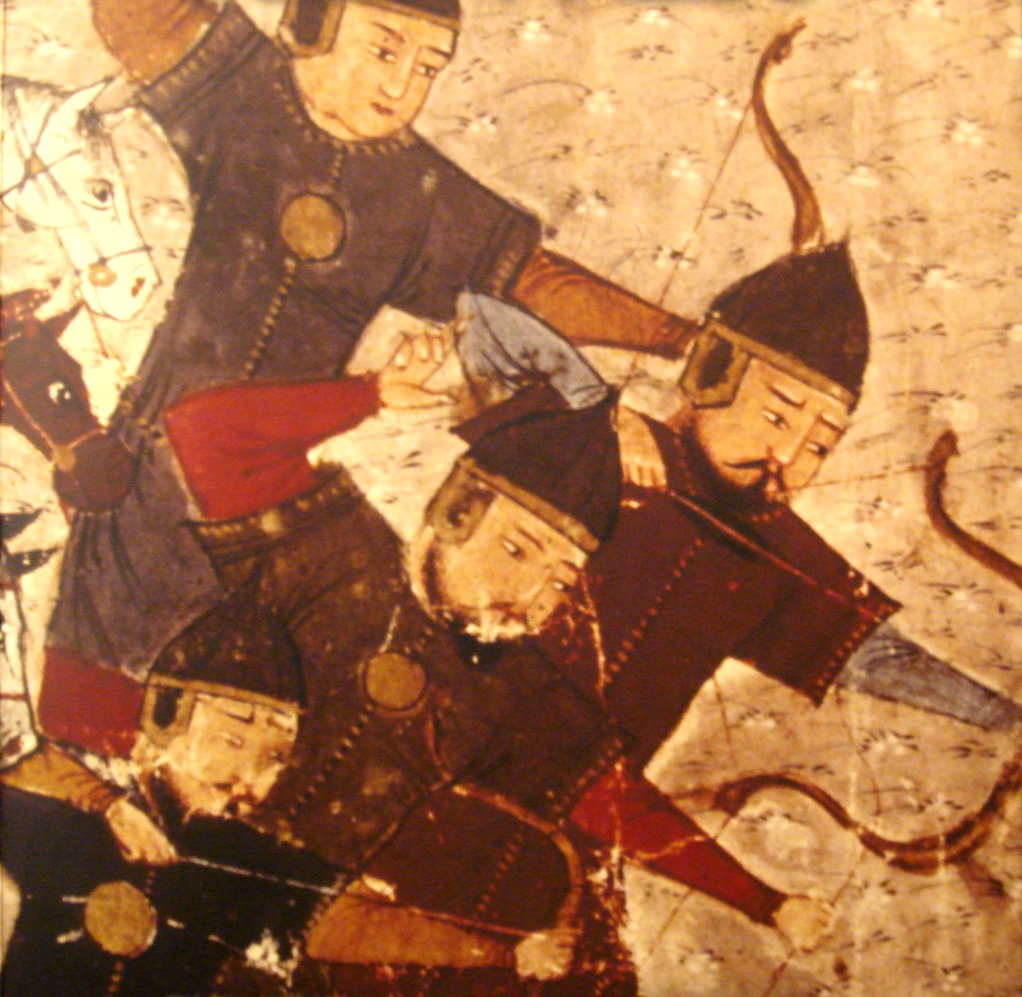
Mongolští bojovníci. BnF. MS. Supplément Persan 1113. 1430-1434 AD.

- 1215 podepsal anglický král Jan Bezzemek dokument Magna charta libertatum.
- 1215 zasedal čtvrtý lateránský koncil.
- 1217 – 1221 se uskutečnila pátá křížová výprava.
- 24. dubna 1222 vydal uherský král Ondřej II. Zlatou bulu.
- 1223 – 1242 se uskutečnil mongolský vpád do Evropy.
- 31. května 1223 Mongolové porazili ruská knížata v bitvě na řece Kalce.
- 1228 – 1229 se uskutečnila šestá křížová výprava.
- 9. dubna 1241 porazili Mongolové slezská a polská knížata v bitvě u Lehnice.
- 11. dubna 1241 porazili Mongolové vojsko uherského krále Bélu IV. v bitvě u Mohi.
- 1245 zasedal první lyonský koncil.
- 1248 – 1254 proběhla sedmá křížová výprava.

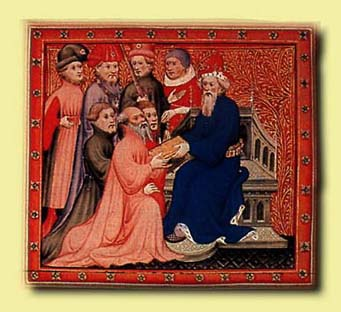
Marco Polo na Kublajchánově dvoře

- 1261 dobyl Michael VIII. Palaiologos na Latinech Konstantinopol a obnovil Byzantskou říši.
- 1268 dobyli mamlúci Antiochii a rozvrátili Antiochijské knížectví
- 1270 proběhla osmá křížová výprava, na níž zemřel i francouzský král Ludvík IX.
- 1271 založil chán Kublaj dynastii Jüan vládnoucí v říši Jüan do roku 1368.
- 1271–1272 proběhla devátá křížová výprava, poslední kruciáta mířící do Svaté země.
- 1271–1295 se benátský kupec a cestovatel Marco Polo dostal do Číny, o čemž později sepsal cestopisnou knihu Milion.
- 1274 zasedal druhý lyonský koncil.
- 30. března 1282 vypuklo v Palermu povstání proti králi Karlovi I. známé jako tzv. Sicilské nešpory.
- 1291 zformovala se švýcarská konfederace.
- 1291 dobyli mamlúci město Akkon, čímž zaniklo Jeruzalémské království.

## Osobnosti
Ve 13. století žily osobnosti jako mongolský vojevůdce Čingischán (1162?–1227), zakladatel františkánského řádu František z Assisi (1182–1226), česká řeholnice Anežka Česká (1211?–1282), česká šlechtična blahoslavená Zdislava z Lemberka (1220?–1252), teolog Tomáš Akvinský (1225–1274), benátský cestovatel Marco Polo (1254–1324) a italský básník Dante Alighieri (1265–1321).